# Regabellator abyssi
Regabellator abyssi är en kräftdjursart som beskrevs av Brandt2002. Regabellator abyssi ingår i släktet Regabellator och familjen Nannoniscidae. Inga underarter finns listade i Catalogue of Life.